# Sammy Bossut
Sammy Bossut (Tielt, 11 augustus 1985) is een Belgische voormalig doelman. Hij speelde sinds juli 2023 voor KRC Harelbeke. Aan het einde van het seizoen 2024/25 stopte hij met voetballen.

## Carrière

### Jeugd
Bossut groeide op in Oostrozebeke, waar hij in 1993 begon te voetballen bij Scor Oostrozebeke, hij zou hier uiteindelijk blijven tot 1997 waarna hij de overstap maakte naar SV Waregem. Bij SV Waregem speelde hij van 1997 tot 1999 in de jeugdopleiding van de club. Na zijn passage bij Waregem speelde hij ook nog 4 jaar in de jeugdopleiding van SV Ingelmunster.

### SWI Harelbeke
Van 2003 tot 2006 behoorde hij tot de A-kern van SWI Harelbeke. In zijn eerste seizoen bij Harelbeke stond de club in tweede klasse, in de twee daaropvolgende seizoenen in derde klasse. In totaal zou Bossut in deze drie jaren aan 8 officiële wedstrijden komen, hierna vertrok hij naar eersteklasser Zulte Waregem.

### Zulte Waregem
In het seizoen 2006-2007 bereikte de jonge keeper de A-kern van SV Zulte Waregem. In zijn eerste seizoen kreeg hij nauwelijks speelminuten in de Jupiler League. Verrassend genoeg kwam hij in de basis te staan in de terugwedstrijd in de 16de finales van de UEFA Cup tegen Newcastle United in St. James Park. Het jaar erop begon hij als 2de keeper in de voorbereiding, maar Geert De Vlieger bleef titularis. Door de kuitblessure van Geert De Vlieger mocht hij al twee keer starten bij Zulte Waregem, dit gebeurde in de wedstrijden tegen KSV Roeselare en KV Mechelen. Op het einde van het seizoen 2007-2008 bleek dat het contract van Geert De Vlieger niet verlengd zou worden bij Essevee, waardoor Bossut in de laatste wedstrijden van het seizoen mocht spelen om zo ervaring op te doen.
In het seizoen 2012-13 behaalde Bossut de 2de plaats in de trofee van Keeper van het Jaar. Hij behaalde net als Barry Boubacar Copa 230 punten, na winnaar Silvio Proto (807).

## Nationale ploeg
Op 18 mei 2014 werd hij door Belgisch bondscoach Marc Wilmots een eerste maal opgeroepen voor de Rode Duivels in functie van de voorbereiding op het WK in Brazilië. Hieraan neemt hij deel als 3de doelman. Op 26 mei 2014 maakte Bossut zijn niet-officieel debuut in een oefeninterland tegen de nationale ploeg van Luxemburg. Omdat de bondscoach 1 keer te veel wisselde, wordt de oefeninterland niet door de FIFA erkend.
| Interlands van Sammy Bossut voor België | Interlands van Sammy Bossut voor België | Interlands van Sammy Bossut voor België | Interlands van Sammy Bossut voor België | Interlands van Sammy Bossut voor België | Interlands van Sammy Bossut voor België |
| №                                       | Datum                                   | Wedstrijd                               | Uitslag                                 | Competitie                              | Goals                                   |
| Als speler van SV Zulte Waregem         | Als speler van SV Zulte Waregem         | Als speler van SV Zulte Waregem         | Als speler van SV Zulte Waregem         | Als speler van SV Zulte Waregem         | Als speler van SV Zulte Waregem         |
| --------------------------------------- | --------------------------------------- | --------------------------------------- | --------------------------------------- | --------------------------------------- | --------------------------------------- |
| 1                                       | 26 mei 2014                             | België – Luxemburg                      | 5 – 1                                   | Vriendschappelijk                       | 0                                       |

## Statistieken
| Seizoen | Club          | Land   | Competitie         | Duels | Goals |
| ------- | ------------- | ------ | ------------------ | ----- | ----- |
| 2003/04 | SWI Harelbeke | België | Tweede klasse      | 2     | 0     |
| 2004/05 | SWI Harelbeke | België | Derde klasse       | 1     | 0     |
| 2005/06 | SWI Harelbeke | België | Derde klasse       | 5     | 0     |
| 2006/07 | Zulte Waregem | België | Jupiler Pro League | 2     | 0     |
| 2007/08 | Zulte Waregem | België | Jupiler Pro League | 11    | 0     |
| 2008/09 | Zulte Waregem | België | Jupiler Pro League | 34    | 0     |
| 2009/10 | Zulte Waregem | België | Jupiler Pro League | 39    | 0     |
| 2010/11 | Zulte Waregem | België | Jupiler Pro League | 32    | 0     |
| 2011/12 | Zulte Waregem | België | Jupiler Pro League | 32    | 0     |
| 2012/13 | Zulte Waregem | België | Jupiler Pro League | 34    | 0     |
| 2013/14 | Zulte Waregem | België | Jupiler Pro League | 40    | 0     |
| 2014/15 | Zulte Waregem | België | Jupiler Pro League | 36    | 0     |
| 2015/16 | Zulte Waregem | België | Jupiler Pro League | 28    | 0     |
| 2016/17 | Zulte Waregem | België | Jupiler Pro League | 18    | 0     |
| 2017/18 | Zulte Waregem | België | Jupiler Pro League | 26    | 0     |
| 2018/19 | Zulte Waregem | België | Jupiler Pro League | 30    | 0     |
| 2019/20 | Zulte Waregem | België | Jupiler Pro League | 23    | 0     |
| 2020/21 | Zulte Waregem | België | Jupiler Pro League | 0     | 0     |
| 2021/22 | Zulte Waregem | België | Jupiler Pro League | 24    | 0     |
| 2022/23 | Zulte Waregem | België | Jupiler Pro League | 16    | 0     |
| 2023/24 | KRC Harelbeke | België | Tweede afdeling    | 1     | 0     |
| Totaal  | Totaal        | Totaal | Totaal             | 426   | 0     |

Bijgewerkt op 7 mei 2017
1 Bostyn ·
3 Tanghe ·
4 Lemoine ·
7 Challouk ·
8 Rommens ·
9 Vossen  ·
10 Ablo Traoré ·
11 Gavriel ·
14 Barkarson ·
17 Diop ·
18 Tambedou ·
19 Nyssen ·
20 Hedl ·
21 Nnadi ·
22 Opoku ·
23 Van der Gouw ·
24 Erenbjerg ·
27 Diabaté ·
31 Willen ·
42 Dobbels ·
47 Labie ·
50 Van Damme ·
55 Cappelle ·
59 Demuynck ·
64 Sergeant ·
Coach: Vandenbroeck
1 Courtois ·
2 Alderweireld ·
3 Vermaelen ·
4 Kompany  ·
5 Vertonghen ·
6 Witsel ·
7 De Bruyne ·
8 Fellaini ·
9 Lukaku ·
10 Hazard ·
11 Mirallas ·
12 Mignolet ·
13 Bossut ·
14 Mertens ·
15 Van Buyten ·
16 Defour ·
17 Origi ·
18 Lombaerts ·
19 Dembélé ·
20 Januzaj ·
21 Vanden Borre ·
22 Chadli ·
23 Ciman ·
Coach: Wilmots